# Critérium du Dauphiné libéré 1991
La 43e édition du Critérium du Dauphiné libéré a eu lieu du 3 juin au 10 juin 1991. Elle est remportée par le Colombien Luis Herrera. Il devance au classement général Laudelino Cubino et Tony Rominger. Il a construit son succès lors des sixième et septième étapes, respectivement dans les massifs du Vercors et de la Chartreuse, s'imposant lors de la sixième à Villard-de-Lans. C'est sa deuxième victoire sur le Critérium du Dauphiné libéré, après celle de 1988.

## Classement général final
| Rang | Vainqueur        | Équipe    | Pays            | Temps           |
| ---- | ---------------- | --------- | --------------- | --------------- |
| 1er  | Luis Herrera     | Postobon  | Colombie        | 28 h 38 min 9 s |
| 2e   | Laudelino Cubino | Amaya     | Espagne         | 46 s            |
| 3e   | Tony Rominger    | Toshiba   | Suisse          | 1 min 18 s      |
| 4e   | Robert Millar    | Z         | Grande-Bretagne | 4 min 20 s      |
| 5e   | Oliverio Rincón  | Kelme     | Colombie        | 4 min 50 s      |
| 6e   | Eddy Bouwmans    | Panasonic | Belgique        | 5 min 17 s      |
| 7e   | Andrew Hampsten  | Motorola  | États-Unis      | 5 min 24 s      |
| 8e   | Luc Leblanc      | Castorama | France          | 5 min 35 s      |
| 9e   | Martín Farfán    | Kelme     | Colombie        | 6 min 13 s      |
| 10e  | Álvaro Mejía     | Postobon  | Colombie        | 7 min 52 s      |

## Étapes
| Étape     | Date    | Villes étapes                             | type | Distance (km) | Vainqueur d'étape    | Leader du classement général |
| --------- | ------- | ----------------------------------------- | ---- | ------------- | -------------------- | ---------------------------- |
| 1re étape | 3 juin  | Chamonix-Mont-Blanc – Chamonix-Mont-Blanc |      | 10            | Thierry Marie        | Thierry Marie                |
| 2e étape  | 4 juin  | Chamonix-Mont-Blanc – Cluses              |      | 153           | John Talen           | Thierry Marie                |
| 3e étape  | 5 juin  | Cluses – Vienne                           |      | 222           | Jean-Paul van Poppel | Thierry Marie                |
| 4e étape  | 6 juin  | Annonay – Vals-les-Bains                  |      | 184           | Henri Abadie         | Pascal Lino                  |
| 5e étape  | 7 juin  | Privas – Orange                           |      | 186,5         | Sean Yates           | Pascal Lino                  |
| 6e étape  | 8 juin  | Crest – Villard-de-Lans                   |      | 155           | Luis Herrera         | Tony Rominger                |
| 7e étape  | 9 juin  | Villard-de-Lans – Aix-les-Bains           |      | 158           | Laudelino Cubino     | Luis Herrera                 |
| 8e étape  | 10 juin | Aix-les-Bains – Aix-les-Bains             |      | 33            | Tony Rominger        | Luis Herrera                 |